# Thomas Nicklas

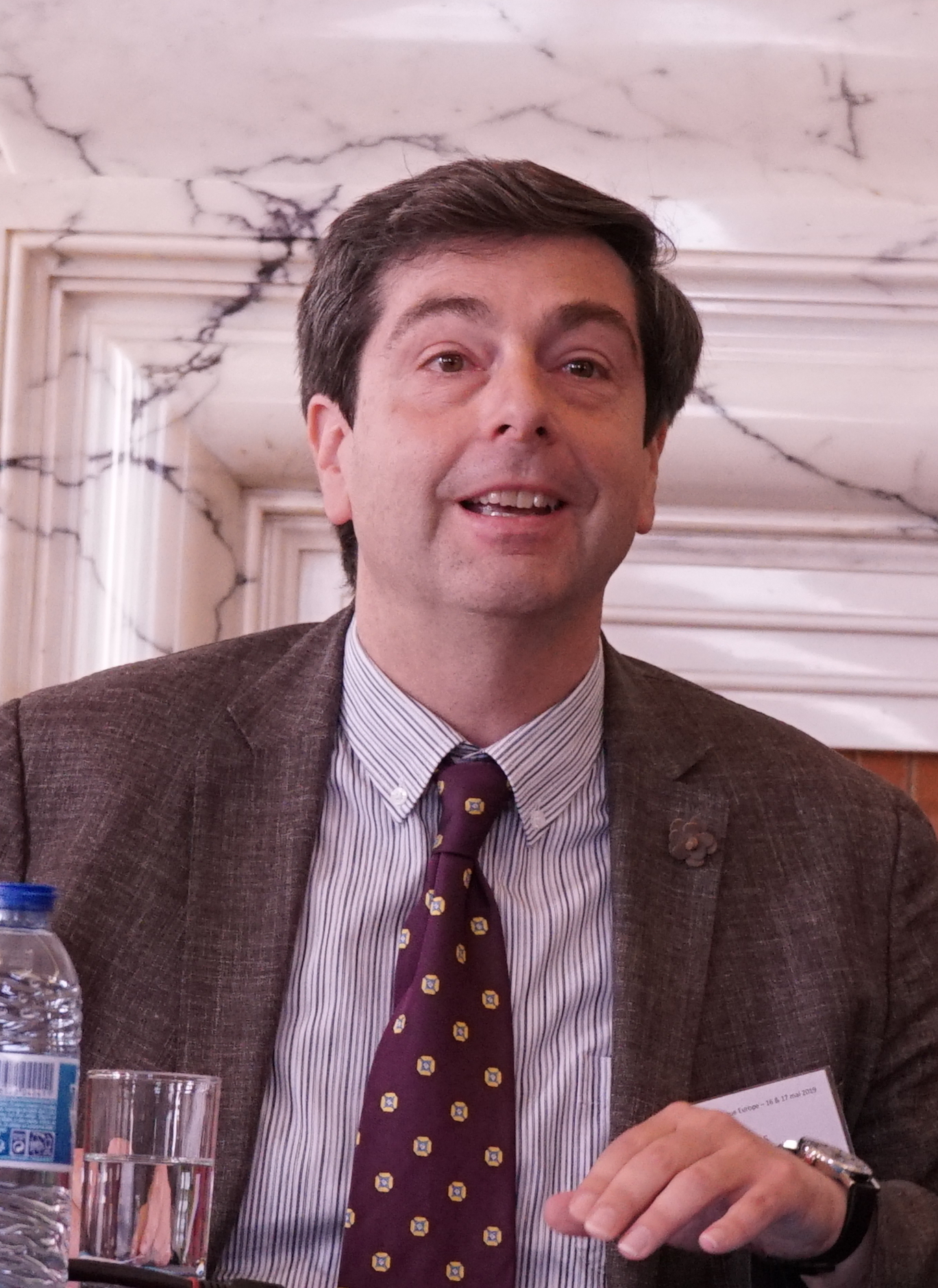
Thomas Nicklas

Thomas Nicklas (* 26. September 1967 in Altdorf bei Nürnberg) ist ein deutscher Neuzeithistoriker.

## Leben
Nicklas studierte Geschichte, Romanistik, Kunstgeschichte und Philosophie an den Universitäten in Freiburg im Breisgau, Würzburg und Erlangen. Er wurde 1994 unterstützt durch ein Promotionsstipendium der Konrad-Adenauer-Stiftung an der Philosophischen Fakultät I der Universität Erlangen mit der Dissertation Um Macht und Einheit des Reiches. Konzeption und Wirklichkeit der Politik bei Lazarus von Schwendi (1522–1583) zum Dr. phil. promoviert. 2001 habilitierte er sich am Lehrstuhl für Neuere Geschichte I (Helmut Neuhaus) mit der Arbeit Macht oder Recht. Frühneuzeitliche Politik im obersächsischen Reichskreis und wurde Privatdozent. Seit 2008 ist er Forschungsprofessor am Deutschen Seminar der Universität Reims.
Seine Forschungsschwerpunkte sind u. a. Politik- und Institutionengeschichte, die Geschichte der deutsch-französischen Beziehungen und Kulturelle Austauschbeziehungen. Er war Mitglied der Vereinigung für Verfassungsgeschichte.

## Schriften (Auswahl)
- Um Macht und Einheit des Reiches. Konzeption und Wirklichkeit der Politik bei Lazarus von Schwendi (1522–1583) (= Historische Studien. H. 442). Matthiesen, Husum 1995, ISBN 3-7868-1442-2.
- Charles de Gaulle. Held im demokratischen Zeitalter (= Persönlichkeit und Geschichte. Bd. 158/159). Muster-Schmidt, Göttingen 2000, ISBN 3-7881-0151-2.
- Macht oder Recht. Frühneuzeitliche Politik im obersächsischen Reichskreis. Steiner, Stuttgart 2002, ISBN 3-515-07939-4.
- Das Haus Sachsen-Coburg. Europas späte Dynastie (= Kohlhammer-Urban-Taschenbücher. Bd. 583). Kohlhammer, Stuttgart 2003, ISBN 3-17-017243-3.
- mit Eckart Conze (Hrsg.): Tage deutscher Geschichte. Von der Reformation bis zur Wiedervereinigung. DVA, München 2004, ISBN 3-421-05770-2.
- mit Matthias Schnettger (Hrsg.): Politik und Sprache im frühneuzeitlichen Europa (= Veröffentlichungen des Instituts für Europäische Geschichte, Mainz. Beiheft 71. Abteilung für Universalgeschichte). von Zabern, Mainz 2007, ISBN 978-3-8053-3596-6.
- mit Hans-Christof Kraus (Hrsg.): Geschichte der Politik. Alte und neue Wege (= Historische Zeitschrift. Beiheft, N.F., Bd. 44). Oldenbourg, München 2007, ISBN 978-3-486-64444-9.
- mit Axel Gotthard, Andreas Jakob (Hrsg.): Studien zur politischen Kultur Alteuropas. Festschrift für Helmut Neuhaus zum 65. Geburtstag (= Historische Forschungen. Bd. 91). Duncker & Humblot, Berlin 2009, ISBN 978-3-428-12576-0.
- mit Rainer Babel, Guido Braun (Hrsg.): Bourbon und Wittelsbach. Neuere Forschungen zur Dynastiegeschichte (= Schriftenreihe der Vereinigung zur Erforschung der Neueren Geschichte. Bd. 33). Aschendorff, Münster 2010, ISBN 978-3-402-14761-0.
- (Hrsg.): Glaubensformen zwischen Volk und Eliten. Frühneuzeitliche Praktiken und Diskurse zwischen Frankreich und dem Heiligen Römischen Reich (= Wissensdiskurse im 17. und 18. Jahrhundert. Bd. 1). Universitätsverlag Halle-Wittenberg, Halle an der Saale 2012, ISBN 978-3-86977-035-2.